# XBIZ Award for Best Sex Scene - Trans
L'XBIZ Award for Best Sex Scene - Trans è un premio pornografico assegnato alla migliore scena con una transessuale votata come migliore dalla XBIZ, l'ente che assegna gli XBIZ Awards, riconosciuti tra i migliori premi del settore (paragonabile al Golden Globe).
Come per gli altri premi, viene assegnato nel corso di una cerimonia che si svolge a Los Angeles, solitamente nel mese di gennaio, dal 2021.

## Vincitori

### Anni 2020
| Anno | Vincitori | Titolo                |
| ---- | --- | --------------------- |
| 2021 | Chanel Santini Cherie DeVille | Trans-Active          |
| 2022 | Casey Kisses Mckenzie Lee | TS Love Stories 6     |
| 2023 | Kira Noir Eva Maxim | Muses: Eva Maxim      |
| 2024 | Brittney Kade Dante Colle | Wasteland Ultra       |
| 2025 | Ariel Demure Tori Easton TS Foxxy Gia Gunn Brittney Kade Khloe Kay Kasey Key Leilani Li Eva Maxim Emma Rose Jade Venus Izzy Wilde Michael Boston Austin Spears | Gorgons and Goddesses |